# Nemognatha rufoscutellaris
Nemognatha rufoscutellaris is een keversoort uit de familie van oliekevers (Meloidae). De wetenschappelijke naam van de soort is voor het eerst geldig gepubliceerd in 1910 door Pic.